# Alaska du Sud-Est

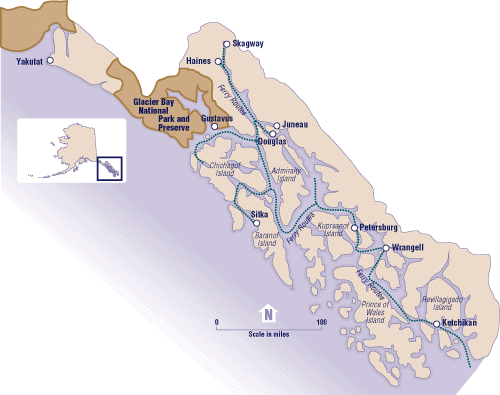
L'Alaska du Sud-Est

 (signalé en juillet 2025).
Si vous disposez d'ouvrages ou d'articles de référence ou si vous connaissez des sites web de qualité traitant du thème abordé ici, merci de compléter l'article en donnant les références utiles à sa vérifiabilité et en les liant à la section « Notes et références ».
- Archive Wikiwix
- Bing
- Cairn
- DuckDuckGo
- E. Universalis
- Gallica
- Google
- G. Books
- G. News
- G. Scholar
- Persée
- Qwant
- (zh) Baidu
- (ru) Yandex
- (wd) trouver des œuvres sur Wikidata

L'Alaska du Sud-Est, parfois nommé Panhandle de l'Alaska en raison de sa forme de corridor géographique, est la partie sud-est de l'État de l'Alaska (États-Unis) qui s'étend à l'ouest de la moitié nord de la province canadienne de la Colombie-Britannique. La majeure partie de la région est couverte par la forêt nationale de Tongass, la plus grande forêt nationale américaine. En de nombreux endroits, la frontière internationale court le long des crêtes de la chaîne Côtière.

## Géographie
La région a une superficie de 91 008 km2, incluant 4 boroughs et une partie de celui du Yakutat. Cela ne représente que 6,14 % de la superficie totale de l'Alaska mais elle est cependant plus grande que l'État du Maine. Lors du recensement de 2000, la population était de 72 954 habitants (11 % de la population totale de l'État) dont environ 42 % était concentrés dans la ville de Juneau, capitale de l'Alaska.
Outre une bande continentale littorale il comprend une myriade d'îles plus ou moins grandes de l'archipel Alexandre. Les plus grandes îles du nord au sud sont :
- île Chichagof
- île de l'Amirauté,
- île Baranof ou île Sitka,
- île Kupreanof,
- île Revillagigedo
- île du Prince-de-Galles (3e plus grande île des États-Unis).

Les zones maritimes comprennent la baie du Glacier (Glacier Bay), le canal Lynn, le détroit glacé (Icy Strait), le détroit Chatham, le passage Stephens, le Frederick Sound, le détroit Sumner et le détroit Clarence.
L'Alaska du Sud-Est constitue l'extrémité nord du Passage Intérieur, passage maritime protégé, qui est une succession de passages entre les îles et les fjords et dont l'extrémité sud est le Puget Sound dans l'État de Washington. Ce fut une voie importante pour les Amérindiens et pour les bateaux à vapeur de la ruée vers l'or. Ce passage est actuellement fréquenté par les "ferries" (bacs) et les navires de croisière.
Le Sud-Est comprend de nombreux parcs : le Tongass National Forest, le Glacier Bay National Park, l’Admiralty Island National Monument, le Misty Fjords National Monument, l'Alaska’s Inside Passage.
Environ 5 % du sud-est de l'Alaska appartiennent aux peuples autochtones ou à l'État. Une autre partie, soit 12,5 % est gérée par le parc national et la réserve de la baie du Glacier. Les 6,9 millions d'hectares restants constituent la forêt nationale de Tongass.